# Malik Beširević
Malik Beširević (Banja Luka, 1 april 1972) is een voormalige Duitse handbalspeler en de huidig handbalcoach. 

## Biografie
Malik Beširević speelde aanvankelijk voor Borac Banja Luka en Rudar Labin in Kroatië. In 1993 verhuisde hij naar de Nederlandse club HV Sittardia. Hier nam de handbalkeeper de Nederlandse nationaliteit aan en speelde vijf jaar voor het nationale team. Met Sittard won hij vier kampioenschappen en drie bekerwinsten. Bovendien werd hij in 1999 uitgeroepen tot handballer van het jaar.
Hierna speelde hij voor verschillende Duitse en Spaanse handbalclubs.
Hij speelde 33 interlands voor de Nederlandse nationale ploeg en twee interlands voor de Bosnische nationale ploeg. 
Na zijn spelerscarrière was hij hoofdcoach en keeperstrainer van verschillende Duitse handbalclubs.   